# Oenothera glaucifolia
Oenothera glaucifolia är en dunörtsväxtart som beskrevs av Warren Lambert Wagner och Peter C. Hoch. Oenothera glaucifolia ingår i släktet nattljussläktet, och familjen dunörtsväxter. Inga underarter finns listade i Catalogue of Life.